# Carl Friedrich Keil
Johann Friedrich Karl Keil ou Carl Friedrich Keil (Oelsnitz, 26 de fevereiro de 1807 – Lichtenstein, 5 de maio de 1888) foi um comentarista luterano alemão conservador do Antigo Testamento. Keil foi nomeado para a faculdade teológica de Dorpat, na Estônia, onde ensinou Bíblia, exegese do Novo Testamento e línguas orientais. Em 1859 foi chamado para servir a igreja luterana em Leipzig. Em 1887 mudou-se para Rödletz, onde morreu.
Keil foi um crítico conservador que reagiu fortemente contra a crítica bíblica científica de sua época. Ele apoiou fortemente a autoria mosaica do Pentateuco. Ele sustentava a validade da investigação histórico-crítica da Bíblia apenas se ela comprovasse a existência da revelação neotestamentária nas Escrituras. Com esse objetivo, ele editou (com Franz Delitzsch) sua principal obra, um comentário sobre o Antigo Testamento, Biblischer Kommentar über das Alte Testament (5 vols., 1866–82; Biblical Commentary on the Old Testament, 5 vols., 1872–77). A obra continua sendo sua contribuição mais duradoura aos estudos bíblicos. Ele também publicou comentários sobre Macabeus e literatura do Novo Testamento. Keil foi aluno de Ernst Wilhelm Hengstenberg.

## Obras
- Keil, Carl Friedrich (1869). Manual of historico-critical introduction to the canonical scriptures of the Old Testament. Edinburgh: T. & T. Clark
- Keil, Carl Friedrich (1882). Manual of historico-critical introduction to the canonical scriptures of the Old Testament. Edinburgh: T. & T. Clark
- Keil, Carl Friedrich (1827–1889).  Frederick Crombie, ed. Manual of Biblical Archaeology introduction to biblical archaeology. Edinburgh: T. & T. Clark

### Comentário do Antigo Testamento

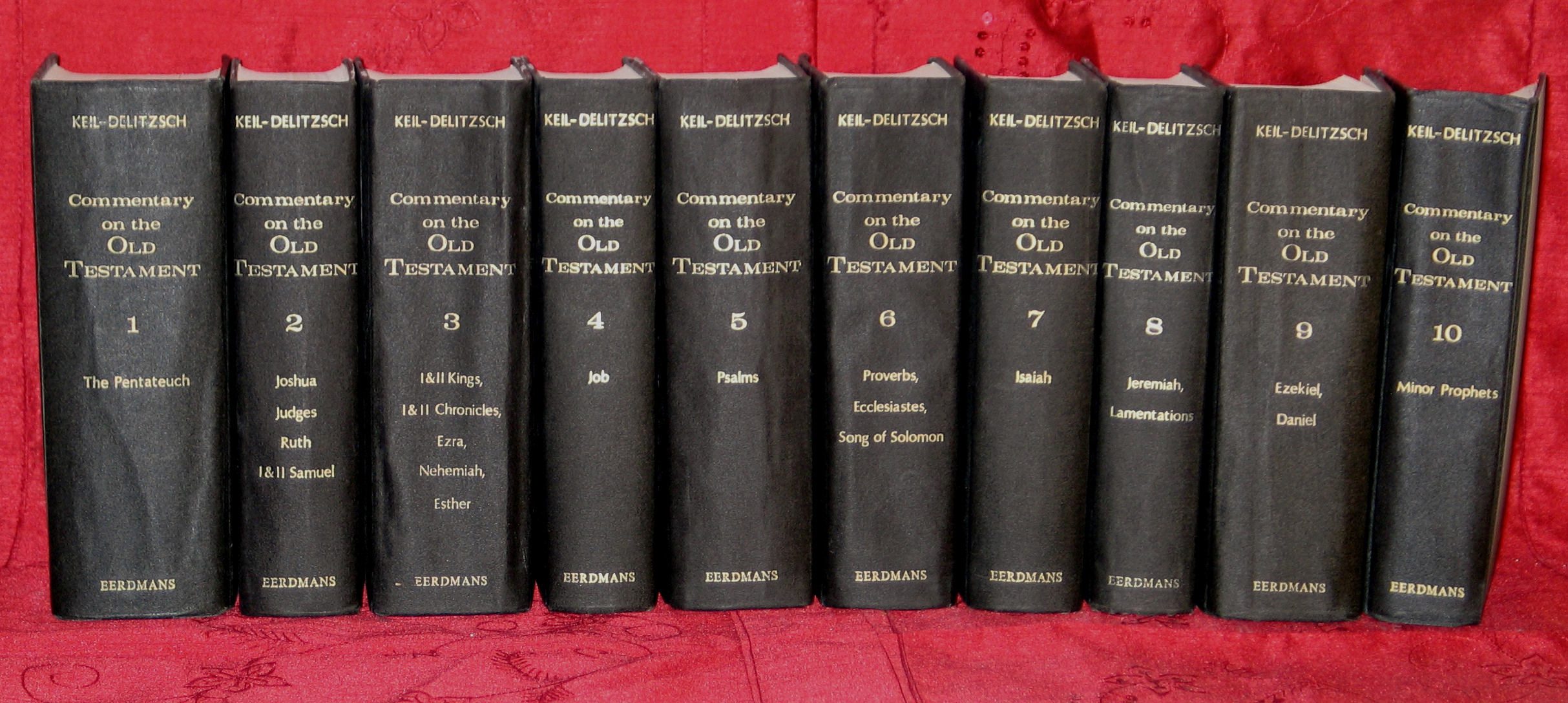
Keil–Delitzsch: Commentary on the Old Testament I–X. Grand Rapids 1975.

Das compilações de comentários de Keil e Delitzsch: 
- Volume 1: Pentateuco
- Volume 2: Josué, Juízes, Rute, 1 e 2 Samuel
- Volume 3: 1 e 2 Reis, 1 e 2 Crônicas
- Volume 4: Esdras, Neemias, Ester, Jó
- Volume 5: Salmos
- Volume 6: Provérbios, Eclesiastes, Cântico dos Cânticos
- Volume 7: Isaías
- Volume 8: Jeremias, Lamentações
- Volume 9: Ezequiel, Daniel
- Volume 10: Profetas Menores